# Zehrudin Mehmedović
Zehrudin Mehmedović (in serbo Зехрудин Мехмедовић?; Novi Pazar, 15 marzo 1998) è un calciatore serbo, centrocampista dello Zvijezda 09.

## Carriera

### Club
In carriera ha giocato 10 partite nelle coppe asiatiche, di cui una per la AFC Champions League e 9 per la Coppa dell'AFC, tutte con i Tampines Rovers.

### Nazionale
Ha giocato nelle nazionali giovanili serbe Under-16, Under-17 ed Under-18.